# Martin Hollstein
Martin Hollstein (Neubrandenburg, Mecklemburgo-Pomerânia Ocidental, 2 de abril de 1987) é um velocista alemão na modalidade de canoagem.

## Carreira
Foi vencedor da medalha de ouro em K-2 1000 m em Pequim 2008, junto com o seu colega de equipa Andreas Ihle.
Foi vencedor da medalha de bronze em K-2 1000 m em Londres 2012, junto com o seu colega de equipa Andreas Ihle.